# Florent Marcie
Pour les articles homonymes, voir Marcie (homonymie).
 (octobre 2016).
Florent Marcie est un réalisateur de films documentaires, grand reporter et journaliste français. 

## Biographie
Florent Marcie commence la photographie en décembre 1989, pendant la révolution roumaine. Il collabore occasionnellement avec la presse écrite et les médias institutionnels. Il est membre de la Fondation WARM.

### Premières expériences de cinéma
Il réalise son premier documentaire, La tribu du tunnel en 1995 dans les voies désaffectées de la Petite Ceinture du 13e arrondissement de Paris. Le film est sélectionné aux États généraux du film documentaire de Lussas et diffusé en France sur Canal+ et sur France 2 (émission La 25e Heure), en Suisse romande sur la TSR et au Canada sur la SRC. Il produit ensuite en 1997 le documentaire du cinéaste italien Marco Amenta consacré à la Cosa nostra : Une fille contre la mafia, notamment diffusé sur la chaîne France 3.
Après ces deux expériences avec la télévision, Florent Marcie décide de produire, tourner et monter lui-même ses films avec sa société No Man's Land. Son premier long-métrage Sous les arbres d'Ajiep est consacré à la famine qui a ravagé le Soudan en 1998, dans la ligne du travail du cinéaste Jean Rouch ou du photographe Sebastião Salgado. Le film est projeté en sélection officielle dans le cadre du festival du Cinéma du réel au Centre Pompidou à Paris.
Il participe également à au making-of du film Le Peuple migrateur réalisé par Jacques Perrin en 2001.

### Enquêtes journalistiques et films documentaires en Afghanistan
En 1999, Florent Marcie publie une enquête dans le journal Le Monde à propos des exactions des talibans dans la plaine de Shamaly, de théâtre de la Guerre d'Afghanistan (1996-2001). Le journaliste révèle qu'« aux objectifs strictement militaires des talibans s'ajoute désormais une volonté de déplacement à grande échelle des populations, de massacres et de destructions systématiques ». À la suite des Attentats du 11 septembre 2001, Florent Marcie exhume ses rushes tournés en Afghanistan depuis 1998 et monte deux reportages pour l'émission Envoyé spécial sur France 2. Le premier, intitulé Afghanistan, l'internationale islamiste et diffusé le 13 septembre 2001, révèle les projets d'attentats en Occident des talibans prisonniers dans les geôles de l'armée du Commandant Ahmed Chah Massoud. Il est diffusé mondialement notamment aux États-Unis sur la chaîne NBC ainsi qu'au Japon sur la NHK. Le reportage est sélectionné dans le best-of réalisé pour les vingt-ans d'Envoyé Spécial en 2010. Le second reportage, intitulé Talibans, la guerre ethnique diffusé le 4 octobre, met en images son enquête sur le nettoyage ethnique dans la province de Shamaly.   
Parallèlement, son court-métrage Saïa (Afghanistan, 2000), repéré par le critique du Monde Jean-Michel Frodon, a été notamment projeté au Musée d'Art Moderne de New York (MOMA). En 2015 il achève le montage de Commandant Khawani, un long métrage brossant le portrait d'un jeune commandant sur la ligne de front de Bagram en Afghanistan dans les années 2000. 
L'un de ses portraits du commandant Massoud a inspiré une série de timbres diffusés par les postes française et afghane.

### Reconnaissance critique avecItchkéri Kenti
En 1996 Florent Marcie se rend en Tchétchénie et filme la guerre du côté des rebelles. Capturé pendant trois jours par les forces spéciales russes et le FSB, il raconte dans un long article pour Paris Match en mai 1996 « des heures d'interrogatoires, des violences, des  menaces, des tortures...et l'obligation de boire de la vodka à la pointe du fusil ». Dix ans plus tard, son deuxième long-métrage documentaire, Itchkéri Kenti, les fils d'Itchkérie, sort en salles en France avec MK2 le 7 février 2007. Le film est également sélectionné à l'ACID, section parallèle du Festival de Cannes.  Portrait du peuple des Tchétchènes durant la guerre de Tchétchénie de 1996, le film reçoit un accueil critique louant tant les qualités plastiques que l'intérêt historique du film. Il est évalué à 3,9/5 étoiles pour 10 critiques de presse sur Allociné. Cécile Mury dans Télérama résume le film «  long et vivant carnet de voyage » en ces termes : 
« Pendant l'hiver 1996, le cinéaste et journaliste Florent Marcie, muni d'une caméra amateur et de deux appareils photo, a sillonné ce petit pays en guerre contre le géant russe. Dix ans plus tard, alors que la Tchétchénie reste le pays le plus miné du monde, que les combats ont repris de plus belle, il a décidé de montrer ce film, saisissante plongée au cœur de l'une des plus grandes tragédies contemporaines (en dix ans, plus de 200 000 morts, autant d'exilés...).»
Le Monde salue « un film passionnant » et un « film de guerre à part » où « le spectacle et le mouvement disparaissent pour laisser la place à l'horreur sans gloire de la peur et de l'attente. » Pour les Cahiers du cinéma « Itchkéri Kenti dégage (...) bien davantage que la mise en scène de l'énième impasse europolitique (...) C'est la beauté et la richesse d'un pays qui trouve sa vérité au plus près de l'expérience collective d'une lutte de libération. ». Le critique et ancien rédacteur en chef des Cahiers du cinéma Jean-Michel Frodon le considère comme l'un des représentants de la nouvelle génération du documentaire français.

### La révolution libyenne:Tomorrow Tripoli(2011-2015)
En février 2011, Florent Marcie se rend en Libye afin de filmer la Révolution libyenne de 2011. Fruit de huit mois passés aux côtés des révolutionnaires, le film Tomorrow Tripoli raconte la révolution libyenne dans la petite ville de Zintan jusqu'à la chute de Kadhafi.  Le cinéaste contribue à couvrir pour la presse nationale et internationale avec des articles pour Le Monde,, des reportages télévisés, duplex et interviews pour France 24, ou encore des photographies pour l'Agence France-Presse diffusées dans la presse nationale, et internationale,. Lors de l'avant première du film à Sarajevo, cent cinquante ex-révolutionnaires ont affrété un avion à partir de Tripoli pour venir y assister,,.
En 2015, le film est présenté lors de la rétrospective intitulée « Peintures de guerre » organisée à la Cinémathèque française dans le cadre de la programmation « Cinéma d'avant-garde » conçue par la chercheuse Nicole Brenez,. L'Agence France-Presse souligne à cette occasion « un documentaire exceptionnel » aux « stupéfiantes scènes de combat » et inscrit le film comme le « troisième volet d'une fresque au long cours, consacrée aux hommes dans la guerre.»
Tomorrow Tripoli est projeté dans le cadre de l'exposition « Soulèvements », organisée au Jeu de Paume, à Paris. Nicole Brenez lui consacre un texte dans le catalogue de l'exposition, titré Créer l'Ur-information. 
« Au couple traditionnel Désinformation et Contre-information, il faut adjoindre désormais le terme d’Ur- Information, l’information originaire, dans la mesure où celle-ci précède l’information officielle, qui l’exploite pour la déformer, simplifier et trahir. La fin des années 1990 voit fleurir simultanément les collectifs de Contre-Information tels IndyMedia, et les politiques solitaires, pratiquant l’assaut visuel aussi librement qu’Albert Londres le reportage littéraire. »
Le documentaire, soutenu par le distributeur indépendant Les Mutins de Pangée, sort en salles à l'automne 2019 dans plusieurs cinémas de France en présence du réalisateur,,.

### Le projetA.I. AT WAR(2017-2020)
Florent Marcie a tourné ensuite un film sur le voyage d'une intelligence artificielle en zone de guerre.
Il est blessé à la tête en janvier 2019 par un tir de Lanceur de balles de défense alors qu'il tourne dans une manifestation du Mouvement des Gilets jaunes. À la suite de cela, Florent Marcie dénonce les usages abusifs de cette arme par les policiers dans une tribune pour le journal en ligne Mediapart. Le film sort en 2021.

## Filmographie
- La tribu du tunnel (1995, 49 min). Un an dans la vie de Richard, Sylvain, Nono et Calou, qui habitent avec leurs quatre chiens dans un tunnel ferroviaire de la Petite Ceinture, à Paris.
- Sous les arbres d’Ajiep  (1998, 64 min). Sud Soudan, été 1998. Famine. Comment une jeune mère soudanaise tente de survivre avec ses deux fillettes à son arrivée dans un camp.
- Saïa (2000, 30 min). Une ligne de front, la nuit, en Afghanistan.
- Le kiosque et la guerre (2003, 52 min). Au printemps 2003, alors que les premiers bombardements américains s'abattent sur l'Irak, une caméra filme les unes de magazines coulissant sur la devanture d'un kiosque parisien...
- Itchkéri Kenti (2006, 145 min). Hiver 1996, guerre de Tchétchénie. Un jeune réalisateur français, muni d'une toile de peinture, parcourt clandestinement le pays à la rencontre d’un peuple en résistance.
- Génération humanitaire  (2009, 90 min). Portrait d'un groupe de travailleurs humanitaires au Tchad.
- Commandant Kawani (2014, 1 h 26). L'histoire d'un commandant afghan et de ses hommes sur la ligne de front de Bagram.
- Tomorrow Tripoli (2015, 2 h 53). La révolution libyenne filmée de l'intérieur avec les rebelles de Zintan, dans le Djebel Nefoussa.
- IA at war (2021, 1 h 46). Dans Mossoul et Rakka dévastées par la guerre, puis à Paris pendant le soulèvement des Gilets jaunes, le réalisateur confronte Sota, un robot doté d’intelligence artificielle, avec la tragédie des hommes. Au gré des péripéties, la relation qui se noue avec la machine interroge notre condition et notre avenir.